# Guettarda heterosepala
Guettarda heterosepala är en måreväxtart som beskrevs av André Guillaumin. Guettarda heterosepala ingår i släktet Guettarda och familjen måreväxter.
Artens utbredningsområde är Nya Kaledonien. Inga underarter finns listade i Catalogue of Life.